# لمناضرة (عيون بصال)
لمناضرة هو دُوَّار يقع بجماعة سيدي بوبكر الحاج، إقليم القنيطرة، جهة الرباط سلا القنيطرة في المملكة المغربية. ينتمي الدوّار لمشيخة عيون بصال التي تضم 16 دوار. يقدر عدد سكانه بـ 787 نسمة حسب الإحصاء الرسمي للسكان والسكنى لسنة 2004.

## روابط خارجية
- البوابة الوطنية للجماعات الترابية نسخة محفوظة 12 مارس 2018 على موقع واي باك مشين.
- المندوبية السامية للتخطيط